# Suchá Hora
Suchá Hora és un poble i municipi d'Eslovàquia que es troba a la regió de Žilina, al centre-nord del país.
El 2020 tenia 1.454 habitants.
La primera menció escrita de la vila es remunta al 1566.

## Demografia
| Godina             | 1994 | 2004    | 2014   | 2024   |
| ------------------ | ---- | ------- | ------ | ------ |
| Nombre de persones | 1145 | 1291    | 1404   | 1483   |
| Diferència         |      | +12,75% | +8,75% | +5,62% |

| Godina             | 2023 | 2024   |
| ------------------ | ---- | ------ |
| Nombre de persones | 1479 | 1483   |
| Diferència         |      | +0,27% |